# Tsar

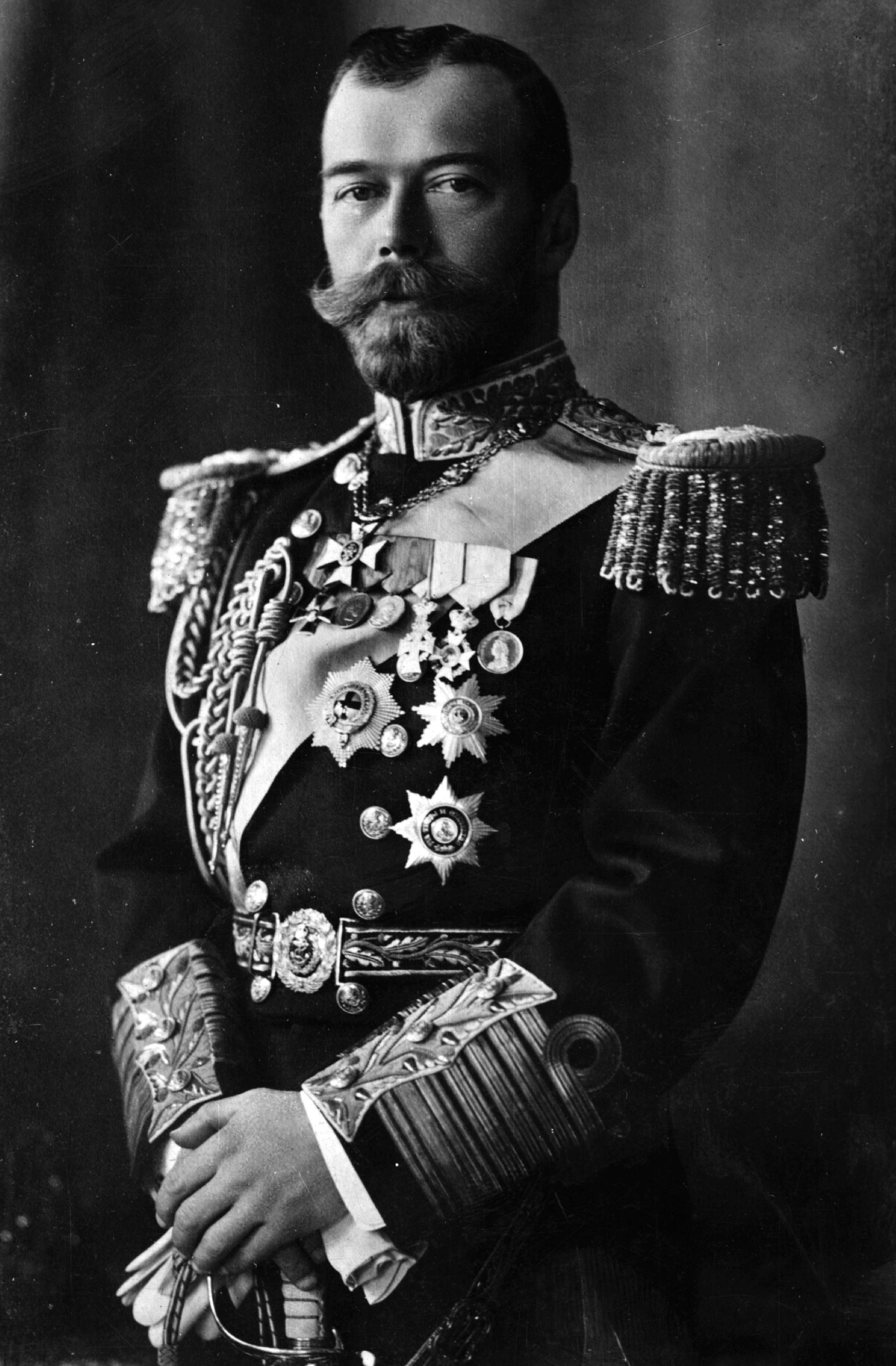
Nikolaj II var Rysslands tsar mellan 1894 och 1917.

Tsar (makedonska, bulgariska, serbiska, ukrainska, belarusiska: цар; ryska: царь) är en slavisk titel för en monark, etymologiskt härstammande från den romerska titeln caesar och har historiskt varit en titel på härskare i Bulgarien, Ryssland och Serbien.

## Historik

### Bulgarien
Den tidigaste dokumenterade användningen av titeln tsar i Europa är till den bulgariske härskaren Peter I (se Första bulgariska riket).

### Ryssland
I Ryssland användes titeln tsar 1547–1721 (se Tsarryssland) och har ofta översatts till svenska som "kejsare", men också använts som det är. Den förste ryske härskaren som kröntes till tsar var Ivan IV. Från 1721 var den officiella titeln på ryske monarken "Av Guds Nåde, Kejsare och självhärskare över alla ryssar" (ryska: Божию Милостию, Император и Самодержец Всероссийский; translitteration: Bozjiju Milostiju, Imperator i Samoderzjets Vserossijskij) enligt beslut av Peter den store, som inte ville att det skulle råda något tvivel om att hans titel var kejserlig. Titeln tsar fortsatte dock också att användas, om än inofficiellt. 
Från 1815 ingick Polen i Kejsardömet Ryssland och kejsaren kallade sig ''tsar av Polen'', något som dock på svenska officiellt (i svenskspråkiga lagtexter i det likaledes ryska Finland) blev "kung av Polen". Titeln avskaffades i Ryssland i samband med revolutionen 1917. Tsaren brukade också kallas för "lillefar" av ryssarna, ett epitet som senare också kom att användas om Josef Stalin.

### Serbien
I Serbien infördes titeln av Stefan Uroš IV Dušan 1343, men titeln avskaffades efter att hans brorson gav upp anspråket på titeln 1373 (se Serbiska tsardömet).

## Etymologi
Ordet tsar kommer från det latinska ordet cæsar [kajsar] som har sitt ursprung i romartiden. Äldsta kända text med ordet "tsar" är från Mostichs epitafium från 900-talets Bulgarien.

## Bilder

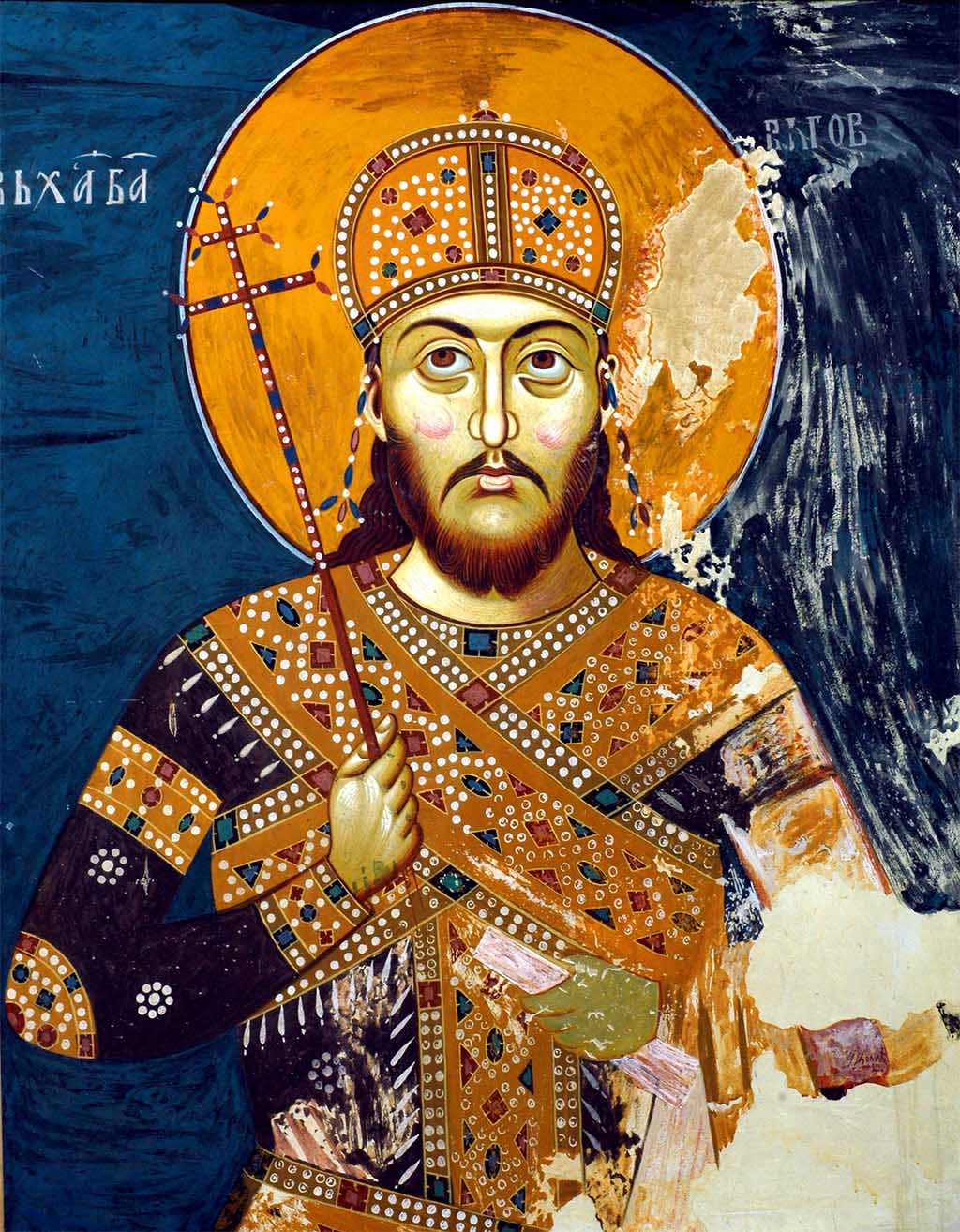
Stefan Uroš IV Dušan var både kung och tsar över Serbien mellan 1331 och 1355.
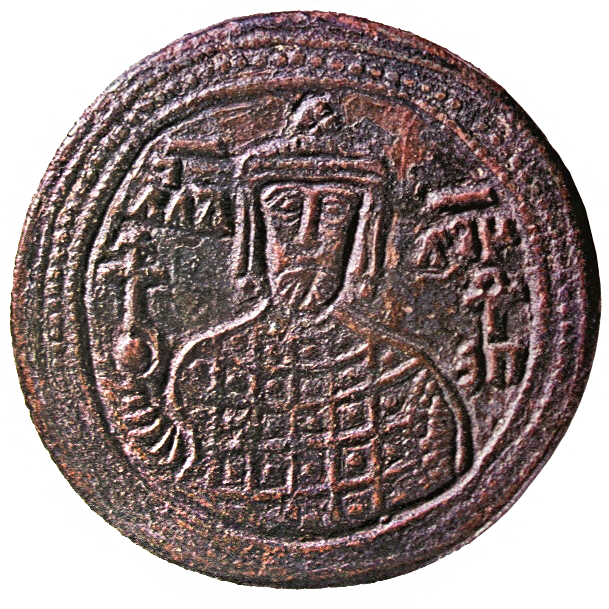
Sigill föreställande Peter I, som var Bulgariens tsar mellan 927 och 969.